# Ferruccio Valcareggi
Ferruccio Valcareggi (Trieste, Reino de Italia, 12 de febrero de 1919-Florencia, 2 de noviembre de 2005), fue un futbolista que jugaba de mediocampista y entrenador italiano.

## Carrera
Valcareggi nació en Trieste. Fue exitoso como jugador, ya que fue parte de los equipos Fiorentina, Bologna y el equipo de su ciudad, Triestina, terminando su carrera en 1953. Ganó la Coppa Alta Italia con el Bologna (Bolonia) en 1946.

## Carrera como entrenador
Valcareggi es ampliamente recordado por su éxito como entrenador, en particular con el equipo nacional de futbol de Italia. Después de entrenar a varios equipos italianos (incluyendo el Prato ayudando a que este club en la temporada 1956-57 subiera a la Serie B, también con el Atalanta y la Fiorentina), fue nombrado entrenador nacional del equipo italiano, sustituyendo al entrenador Edmondo Fabbri después de la vergonzosa eliminación de la Copa del Mundo en Inglaterra en 1966, siendo eliminado por el desconocido equipo de Corea del Norte, siendo un cambio importante en el equipo nacional entre 1966 y 1974, llevando al equipo a la victoria en 1968 en el Campeonato Europeo (Eurocopa UEFA) realizado en Italia y llegando a la final de la Copa del Mundo de 1970 en México. Bajo el mando de Valcareggi, Italia solo perdió seis juegos en 8 años. 
Es también recordado por idear el infame relevo como estrategia en partidos durante la Copa del Mundo de 1970. Debido a su estabilidad defensiva, así como la presencia de dos puros y prolíficos delanteros goleadores Luigi Riva y Roberto Boninsegna, Valcareggi sentía que no era posible alinear en el medio campo ya que no podía poner juntos a dos goleadores adelantados para ese tiempo, Gianni Rivera y Sandro Mazzola. Creía que dos jugadores creativos eran incompatibles uno con el otro debido a la rivalidad entre sus respectivos clubes y como sentía el desempeño de ambos juntos en el medio campo, originando desequilibrio en su alineación, en particular Rivera, diferente a Mazzola, y que no era reconocido por su atletismo o trabajo defensivo. Por lo tanto concibió el plan en que Mazzola jugaba el primer tiempo de cada partido mientras Rivera jugaba el segundo tiempo. Después de la victoria de Italia en la final del Campeonato Europeo en 1968 y su segundo lugar en la Copa del Mundo de 1970, su táctica fue ampliamente criticada por los medios, en particular debido a que Italia presentó una demostración negativa durante la etapa de clasificación de grupos y en la final, siendo derrotado por Brasil, a pesar de la demostración de habilidad teniendo éxito aplicado a más ofensiva, estilo excitante de juego con Rivera en la semifinal ante Alemania Occidental. Los dos jugadores solo jugaron juntos brevemente en la final, cuando Rivera entró por Boninsegna en los seis minutos finales del partido.
Valcareggi también llevó a Italia a clasificar para la Copa del Mundo FIFA 1974 en Alemania Occidental, pero fueron eliminados en la primera ronda del torneo, lo que llevó a dejar su puesto de entrenador de Italia. Durante el torneo, tuvo un altercado con Giorgio Chinaglia quién insultó a Valcareggi por haberlo sustituido. Siguiendo a su carrera internacional, trabajo como entrenador de club en Italia y también brevemente trabajó en la sección técnica de la Fiorentina. Fue inducido al Salón de la Fama de la Fiorentina en el año 2013.

## Clubes

### Jugador
| Club              | País            | Año         |
| ----------------- | --------------- | ----------- |
| US Triestina      | Reino de Italia | 1937 - 1940 |
| ACF Fiorentina    | Reino de Italia | 1940 - 1943 |
| AC Milan          | Reino de Italia | 1944        |
| Bolonia FC        | Italia          | 1944 - 1947 |
| ACF Fiorentina    | Italia          | 1947 - 1948 |
| Vicenza           | Italia          | 1948 - 1949 |
| ASD FC Lucca      | Italia          | 1949 - 1951 |
| Brescia           | Italia          | 1951 - 1952 |
| Atlético Piombino | Italia          | 1952 - 1954 |

### Entrenador
Ferruccio Valcareggi fue más conocido como entrenador que como jugador. Dirigió a la Selección de Italia de 1966 hasta 1974, tiempo en el cual le tocó vivir hechos de finales de los años 1960 y principios de los años 1970, con la Selección Italiana. También ganó la Eurocopa 1968 dirigiendo a la selección italiana.
- Hizo campeón a la Selección Italiana de la UEFA (Copa  Europea de las Naciones) celebrada en Italia en 1968 cuando derrotó a la Selección de Yugoslavia. Se preparaba para las eliminatorias europeas para la Copa del Mundo a celebrarse en México en 1970.
- Llegó a la final de la Copa del Mundo en el Mundial de México 1970, en donde la Selección de Italia perdió la final ante Brasil por cuatro goles a uno.
- Le tocó vivir el fin del "catenaccio" cuando Italia fue eliminada en octavos de final, en la Copa Mundial FIFA en 1974 en Alemana Occidental y ocupando el lugar número 10 de 16 equipos que en ese tiempo jugaban la Copa del Mundo. A su regreso a Italia fue cesado.

| Club                | País   | Año         |
| ------------------- | ------ | ----------- |
| AC Prato            | Italia | 1954 - 1959 |
| Atalanta BC         | Italia | 1959 - 1962 |
| ACF Fiorentina      | Italia | 1962 - 1964 |
| Atalanta BC         | Italia | 1964 - 1965 |
| Selección de Italia | Italia | 1966 - 1974 |
| Hellas Verona FC    | Italia | 1975 - 1978 |
| AS Roma             | Italia | 1979 - 1980 |
| ACF Fiorentina      | Italia | 1985        |

| Predecesor: José Villalonga 1964 | Entrenador campeón de la Eurocopa 1968 | Sucesor: Helmut Schön 1972 |